# János Forgách
Graaf János Forgách de Ghymes et Gács (Gács, 24 oktober 1870 - Boedapest, 25 september 1935) was een Oostenrijks-Hongaarse diplomaat die een belangrijke rol speelde in de aanloop naar de Eerste Wereldoorlog, met name tijdsens de Juli-crisis.
Hij was de zoon van graaf Antal Forgách, een van de weinige Hongaarse magnaten die tijdens de Hongaarse Revolutie van 1848 de kant van de Habsburgers koos en van 1861 tot 1864 Hongaars hofkanselier was. 
János Forgách was gevolmachtigd minister van Oostenrijk-Hongarije in Rio de Janeiro van 1905 tot 1907, waarna hij werd overgeplaatst naar Belgrado, waar hij een significante rol speelde tijdens de Bosnische crisis van 1908. In 1911 werd hij overgeplaatst naar Dresden. Nadat Leopold Berchtold in 1912 werd aangesteld als keizerlijk minister van Buitenlandse Zaken, haalde deze Forgách in 1913 terug naar de Ballhausplatz in Wenen, een metonymie voor het Oostenrijks-Hongaarse ministerie van Buitenlandse Zaken. Daar werd Forgách een vertrouweling van Berchtold. Samen met graaf Alexander von Hoyos, Berchtolds kabinetschef, pleitte hij voor een agressievere aanpak van het Oostenrijks-Hongaarse buitenlandbeleid. Tijdens de Julicrisis van 1914 speelde hij een significante rol in de voorbereidingen van het Juli-ultimatum en pleitte hij voor oorlog tegen Servië.
Forgách bleef op post op de Ballhausplatz tot januari 1917. In 1918 werd hij als vertegenwoordiger van de Dubbelmonarchie naar Kiëv gestuurd, maar keerde in november dat jaar terug, toen de situatie in Oekraïne steeds chaotischer werd. Na de oorlog ging hij met pensioen en bracht de rest van zijn leven door in Boedapest, waar hij in 1935 overleed.